# Heiligenschwendi
Heiligenschwendi là một đô thị ở huyện Thun bang Bern của Thụy Sĩ. Đô thị này có diện tích 6,57 km², dân số năm 2005 là 656 người.